# قداس ملك الورد
قداس ملك الورد (بالإنجليزية: Requiem of the Rose King) هي سلسلة مانغا يابانية من تأليف آية كانو نشرت في أكتوبر 2013 وتم جمعها في 15 تانكوبون.من المقرر عمل مسلسل أنمي مقتبس من المانغا سيعرض في يناير 2022.